# Ejido Jesús García
Ejido Jesús García är en ort i Mexiko.   Den ligger i kommunen Madera och delstaten Chihuahua, i den nordvästra delen av landet, 1 500 km nordväst om huvudstaden Mexico City. Ejido Jesús García ligger 2 182 meter över havet och antalet invånare är 185.
Terrängen runt Ejido Jesús García är kuperad söderut, men norrut är den platt. Terrängen runt Ejido Jesús García sluttar österut. Runt Ejido Jesús García är det mycket glesbefolkat, med 4 invånare per kvadratkilometer. Närmaste större samhälle är El Largo, 12,3 km nordost om Ejido Jesús García. I omgivningarna runt Ejido Jesús García växer huvudsakligen savannskog.